# Miński Ogród Zoologiczny
Ogród Zoologiczny w Mińsku (biał. Мінскі заапарк) – ogród zoologiczny położony w południowo-wschodniej części Mińska w objęciach rzeki Świsłoczy.
Obejmuje powierzchnię 15 hektarów. Liczy 1658 osobników ponad 180 gatunków zwierząt.
Został założony w 40 rocznicę otwarcia mińskiej fabryki samochodów MAZ, jako ogród podlegający jej opiece – uroczyste otwarcie nastąpiło 9 sierpnia 1984 roku. Od 1997 roku ma status państwowego zooparku.
W 1998 zaczęła się przebudowa – obszar parku powiększył się do 42 ha.
W 2006 roku rozpoczęła się budowa drugiej części kompleksu, m.in. szklanego budynku oraz egzotarium i terrarium.